# Ритуальные убийства в Тоа-Пайо
Ритуальные убийства в Тоа-Пайо, Сингапур, произошли в 1981 году. 25 января тело девятилетней девочки было найдено рядом с лифтом в многоквартирном доме в районе Тоа-Пайо, спустя две недели неподалёку был обнаружен мёртвым десятилетний мальчик. Предполагалось, что дети были принесены в жертву индуистской богине Кали. Виновник убийств — Адриан Лим, медиум-самозванец, который обманул десятки женщин, полагавших, что он обладал сверхъестественными способностями. Жертвы платили ему и оказывали сексуальные услуги, он обещал им чудодейственные лекарства, красоту и счастье. Две женщины стали его верными помощницами: Тан Муи Чу (вышла за него замуж) и Хо Ка Хун (стала одной из его «святых жён»). Когда полиция расследовала обвинение в изнасиловании, поданное одной из жертв Лима, он пришел в ярость и решил сорвать расследование, для этого он убил двоих детей. В обоих случаях Хо заманивала ребёнка в квартиру Лима, детям вводили наркотики и убивали. Перед тем как убить девочку, Лим изнасиловал её. Все трое были арестованы после того, как полиция обнаружила следы крови, которые вели к квартире Лима. Хотя в названии дела присутствует формулировка «ритуальные убийства», подсудимые заявили, что не проводили никаких ритуалов во время убийства: не читали молитв, не сжигали благовония, не звонили в колокола.
41-дневный судебный процесс на то время был вторым по длительности в истории судебной системы Сингапура. Ни один из подсудимых не отрицал свою вину. Назначенные им адвокаты пытались уберечь своих клиентов от смертного приговора, утверждая, что обвиняемые психически больны и не могут нести полную ответственность за убийства. Для подкрепления своих заявлений они подключили к делу врачей и психологов, которые проанализировали состояние подсудимых и сделали вывод, что те страдают шизофренией, психотической и маниакальной депрессией. Эксперт со стороны обвинения, однако, опроверг эти показания и утверждал, что они полностью отдавали отчёт своим действиям, когда планировали и осуществляли убийства. Судьи согласились с версией обвинения и приговорили всех троих к смерти. Находясь в камере смертников, женщины безрезультатно обращались в Судебный комитет Тайного совета Лондона и просили о помиловании президента Сингапура. Лим, в свою очередь, не просил о помиловании, он смирился с решением суда и пошёл на виселицу с улыбкой. Все трое были повешены 25 ноября 1988 года.
Ритуальные убийства в Тоа-Пайо потрясли сингапурскую общественность. Доклады по убийствам и судебные тяжбы были в центре внимания сингапурцев и обсуждались в течение нескольких лет. На основе этих событий было снято два фильма. Однако оба подверглись резкой критике за чрезмерное количество сцен секса и насилия, в прокате фильмы не пользовались популярностью. Действия и поведение трёх убийц были изучены учёными в области уголовной психологии, а постановления судов стали предметом ситуационного изучения ограниченной вменяемости.

## Сингапурское общество 1980-х
Тот, кто говорит, что Сингапур скучен и обеззаражен, игнорирует наши непревзойденные, от которых мурашки по коже, преступления, в которых главную роль играют неподражаемые жулики, такие как… само воплощения Зла — Адриан Лим…
В начале XIX века в Западной Малайзии наблюдался приток иммигрантов, в то время Сингапур входил в состав британской колонии Стрейтс Сетлментс. Мигранты и выходцы из других стран исповедовали различные религии, но со временем границы между ними стали размываться. Большая часть населения верит в духов, населяющих джунгли, и в богов с дьяволами, которые окружают людей, они способны на доброжелательность и озорство. Некоторые утверждали, что могут общаться с этими сверхъестественными существами через ритуалы с танцами и чтением заклинаний. В результате существа якобы овладевают их телами и раздают мудрость, благословения и проклятия. В связи с прогрессом и ростом городов шаманство стало практиковаться лишь в самом сердце общины.
К 1980 году 75 % населения Сингапура обитало в социальном жилье — построенных на бюджетные деньги высотных многоквартирных домах. Одним из таких районов был и Тоа-Пайо. Несмотря на высокую плотность населения, жители в основном вели замкнутую жизнь, не интересуясь происходящим за пределами их домов. В это время в Сингапуре был относительно низкий уровень преступности, однако в ходе провозглашения независимости начались бандитские разборки, создание тайных сообществ и триад. Уровень преступности был низок благодаря строгому законодательству и его неукоснительному соблюдению — это внушало гражданам чувство безопасности. Однако правительство предостерегало от беспечности и организовывало чтение лекций в рамках социальной программы «Низкий уровень преступности не означает отсутствие преступлений». В 1981 году три сингапурца совершили преступление, которое потрясло нацию.

## Раскрытие преступления
В течение нескольких лет в доме № 12, Тоа-Пайо Лоронг 7, некий медиум проводил ночные ритуалы. Его соседи несколько раз жаловались властям на шум, но ритуалы всегда через некоторое время возобновлялись. 24 января 1981 года во второй половине дня после посещения воскресной школы в церкви Тоа-Пайо исчезла девятилетняя Агнес Ын Сью Хок. Несколько часов спустя её тело было найдено в мешке рядом с лифтом в доме № 11, менее чем в километре от церкви. Девочка была задушена. Расследование показало, что её гениталии были травмированы, а в прямой кишке была обнаружена сперма. Полиция начала активное расследование и провела допрос более 250 человек в районе, где было совершено преступление, однако достичь каких-либо результатов не удалось. 7 февраля под деревом между домами № 10 и 11 был найден мёртвым десятилетний Газали бин Марзуки. За день до этого его объявили пропавшим без вести, в последний раз его видели, когда он садился в такси с неизвестной женщиной. Судебные патологоанатомы заявили, что причиной смерти является утопление, причём на теле мальчика были найдены следы удушья, аналогичные тем, которые были у Ын. Во втором случае не было никаких признаков сексуального насилия, но на спине мальчика были ожоги, а его рука была проколота. Позже в его крови были обнаружены следы успокоительного.
Полиция обнаружила прерывистый кровавый след, который вёл на седьмой этаж дома № 12. Войдя в общий коридор с лестничной клетки, инспектор Перейра заметил на входе в первую квартиру (номер модуля 467F) смесь религиозных символов (крест, зеркало и нож-лезвие). Владелец квартиры, Адриан Лим, подошёл к инспектору и представился, он сообщил Перейре, что живёт там со своей женой, Тан Муи Чу, и подругой, Хо Ка Хун. Лим разрешил полиции обыскать свою квартиру, в помещении были обнаружены следы крови. Сначала Лим пытался выдать пятна крови за свечной воск, затем стал утверждать, что это кровь курицы. Позже полиция обнаружила бумажки, на которых были написаны персональные данные убитых детей. Лим попытался развеять подозрения, заявив, что Газали приходил к нему, чтобы избавиться от носового кровотечения. Полицейские заметили, что Лим достал из-под ковра волосы и попытался смыть их в унитаз, но они успели остановить хозяина квартиры. Позже была проведена судебно-медицинская экспертиза, которая показала, что волосы принадлежали Ын. Запросив проверку Лима, Перейра получил сообщение от местных сотрудников, что медиум в настоящее время проходит по делу об изнасиловании. Лим услышал переговоры Перейры и потерял самообладание, а вслед за ним — и Хо, которая резко жестикулировала и кричала на полицейских. Полиция собрала доказательства, оцепила квартиру как место совершения преступления и вызвала Лима с обеими женщинами на допрос.

## Виновные

### Адриан Лим
Адриан Лим родился 6 января 1942 года, он был старшим сыном в семье среднего класса. В суде сестра Лима назвала его вспыльчивым человеком, его отчислили из средней школы, и некоторое время он работал информатором Департамента внутренней безопасности. С 1962 года в течение трёх лет он работал электриком на кабельной радиокомпании «Rediffusion», устанавливал и обслуживал оборудование, затем его повысили до сборщика накладных. В апреле 1967 года Лим женился на своей возлюбленной детства, у супругов было двое детей. Перед свадьбой он принял католицизм. Лим и его семья жили в съёмной квартире, затем в 1970 году они купили трёхкомнатную квартиру на седьмом этаже (номер модуля 467F) в доме № 12, Тоа-Пайо.
Лим занялся экстрасенсорикой в 1973 году. Он принимал посетителей в съёмной комнате. Основной его клиентурой были женщины: работницы баров, стриптизёрши и проститутки; хотя за помощью обращались и суеверные мужчины. Хозяин квартиры также помогал Лиму находить клиентов, медиум обманывал их с целью наживы. Он учился экстрасенсорике у шамана по прозвищу «Дядя Вилли» и молился богам различных религий, несмотря на своё католическое крещение. В своих ритуалах он использовал образы индийской богини Кали и некоего Фраганна, которого Лим называл сиамским богом секса. Лим обманывал своих клиентов несколькими трюками: его наиболее эффективный фокус, известный как «иглы и яйца», заставил многих считать, что он обладал сверхъестественными способностями. Лим чернил иглы, обжигая их на свечах, затем осторожно вставлял их в сырое яйцо и замазывал отверстие порошком. В ходе ритуалов он пел и несколько раз обкатывал яйцом клиента, затем просил разбить яйцо. Не зная о хитростях Лима, клиент был убеждён, что чёрные иглы в яйце означают присутствие злых духов.
Лим особенно предпочитал доверчивых девушек, у которых были серьёзные проблемы личного характера. Он обещал им, что сможет решить их беды и сделать их красивее с помощью ритуального массажа. После того, как Лим и его клиентка раздевались, он массировал её тело, в том числе гениталии, используя фигурку Фраганна, и занимался с ней сексом. Процедуры Лима также включали электрошоковую терапию по методике, которая применяется к психически больным. Ноги клиентки погружались в ванну с водой, к вискам прикрепрялись провода и по её телу пускался электрический ток. Это, как заверял Лим, должно было избавлять от головной боли и отгонять злых духов.

### Тан Муи Чу
Кэтрин Тан Муи Чу узнала о Лиме от знакомой стриптизёрши, которая утверждала, что медиум лечит болезни и помогает избавиться от депрессии. Незадолго до этого Тан потеряла свою бабушку, с которой была очень близка. Кроме того, у неё были плохие отношения с родителями: когда ей было 13 лет, они отправили её в профессиональный центр (там в основном содержались несовершеннолетние правонарушители), она чувствовала себя ненужной. Она регулярно посещала Лима, а вскоре между ними начались интимные отношения. В 1975 году по настоянию Лима Тан переехала в его квартиру. Чтобы развеять подозрения жены, Лим поклялся перед иконой Иисуса Христа в том, что у него нет связи с Тан. Тем не менее, она узнала правду и через несколько дней вместе с детьми покинула Лима, в 1976 году пара развелась. Лим бросил работу в «Rediffusion» и полностью посвятил себя экстрасенсорике, получая по 6000-7000 сингапурских долларов (2838—3311 долл. США) в месяц от одного клиента. В июне 1977 года Лим и Тан узаконили отношения.
Лим стал сутенёром Тан, подчинив себе её с помощью избиений, угроз и обмана. Он также убедил её, что для сохранения молодости ему нужно заниматься сексом с молодыми женщинами. Тан помогала ему, подготавливая клиенток к интимной близости. Влияние Лима на Тан было сильным; она верила в его утверждения и обещания, что секс с молодым человеком поможет сохранить молодость. Тан совокуплялась с малайским подростком и даже со своим младшим братом. Последний не был единственным её родственником, попавшим под влияние Лима; ранее медиум соблазнил младшую сестру Тан и обманом заставил её заниматься сексом за деньги с двумя парнями. Несмотря на всё это, Тан жила с Лимом, она тратила вырученные деньги на платья, косметику и курсы похудения.

### Хо Ка Хун
Хо Ка Хун родилась 10 сентября 1955 года, ей было восемь лет, когда умер её отец; до 15 лет она жила с бабушкой. Когда она вернулась к матери, братьям и сёстрам, ей постоянно приходилось идти на уступки своей старшей сестре Лай Хо. Хо считала, что мать потакает её сестре, из-за этого она стала раздражительной и часто показывала свой нрав. В 1979 году её мать привела старшую сестру Лай на лечение к Лиму, трюк «иглы и яйца» убедил её в способностях медиума. Мать полагала, что Лим также может излечить изменчивый характер Хо, поэтому привела к медиуму и младшую дочь. После наблюдения того же трюка Хо стала верной последовательницей Лима. Лим хотел сделать Хо одной из своих «святых жён», хотя она уже была замужем за Бенсоном Ло Ык Хуа. Для достижения своей цели Лим стремился изолировать Хо от семьи. Он внушал ей, что её родственники безнравственные атеисты, а Ло — неверный муж, который мог бы заставить её заниматься проституцией. Хо поверила словам Лима, и после прохождения соответствующего обряда она стала «святой женой» медиума. Она больше не доверяла ни своему мужу, ни родным и время от времени стала избивать мать. Три месяца спустя после первой встречи с Лимом Хо съехала из своего дома и стала жить с ним.
Ло обнаружил жену в квартире Лима и стал наблюдать за её лечением. Она убедила его принять участие в электрошоковой терапии. Утром 7 января 1980 года Ло сидел, взявшись за руки с Хо, их ноги находились в отдельных кадках с водой. После того как Лим замкнул электрическую цепь, Ло получил смертельный удар током, Хо лишь потеряла сознание. Когда она очнулась, Лим попросил её сообщить о смерти мужа в полицию. Хо повторила историю, придуманную Лимом, якобы Ло погиб от удара током в своей спальне, когда попытался включить в темноте неисправный электровентилятор. Следователь написал открытый вердикт, и полиция не предприняла никаких дальнейших расследований.
Несмотря на свою неприязнь к Ло, Хо была потрясена его смертью. Её душевное равновесие было подорвано: она начала слышать голоса и видеть галлюцинации, в частности своего мёртвого мужа. В конце мая она обратилась в больницу Вудбридж. Там психологи поставили ей диагноз шизофрения и начали соответствующее лечение. Хо удивительно быстро восстановилась, в первую неделю июля её выписали. Впоследствии она периодически ложилась в больницу для продолжения курса; в дальнейшем врачи установили, что она была в состоянии ремиссии. Отношения Хо с матерью и другими членами семьи начали улучшаться после лечения, хотя она продолжала жить с Лимом и Тан.

## Изнасилование и месть
Лим продолжил свою деятельность вместе с Хо и Тан, обманывая всё больше женщин, которые платили ему и занимались с ним сексом. На момент ареста у него было 40 «святых жён». В конце 1980-х он был арестован и обвинён в изнасиловании. Его жертвой была Люси Лау, продавщица косметики вразнос, она познакомилась с Лимом, когда рекламировала косметические товары Тан. 19 октября Лим сказал Лау, что её преследует призрак, но он может изгнать его своими секс-ритуалами. Она решительно отказывалась, но медиум настаивал. Он тайно растворил две капсулы далмадорма (успокоительное) в стакане с молоком и предложил ей, утверждая, что оно имеет целебные свойства. Выпив его, Лау почувствовала слабость, чем и воспользовался Лим. В течение следующих нескольких недель он продолжал издеваться над ней, используя наркотики и угрозы. В ноябре Лим отдал её родителям и предоставил за неё выкуп. Вопрос выкупа был оговорён заранее, но Лим дал меньше нужной суммы, поэтому Лау заявила в полицию о своём похищении. Лим был арестован по обвинению в изнасиловании, Тан также проходила по делу как соучастница. Выйдя под залог, Лим убедил Хо лгать, что она присутствовала при предполагаемом изнасиловании, но не видела в действиях признаков преступления. Этим не удалось прекратить полицейское расследование; Лиму и Тан пришлось увеличить залог и являться в полицейский участок каждые две недели.
Расстроенный Лим решил отвлечь полицию серией убийств детей. Кроме того, он считал, что приношение детей в жертву Кали убедило бы всех в её сверхъестественности и отвлекло бы от него внимание полиции. Лим стал демонстрировать свою одержимость Кали и убедил Тан и Хо, якобы богиня хочет, чтобы они убили детей с целью отомстить Лау. Он также сказал им, что Фраганн потребовал от него заниматься сексом с жертвами женского пола.
24 января 1981 года Хо заметила Агнес в соседней церкви и заманила её в квартиру Лима. Все трое угощали девочку едой и питьём, в которые был добавлен далмадорм. После того как Агнес заснула, Лим изнасиловал её. Ближе к полуночи они задушили Агнес подушкой, потом пили её кровь и размазывали её по изображению Кали. После этого они утопили девочку, удерживая её голову в ведре с водой. Наконец, Лим использовал свой терапевтический электрошоковый аппарат, чтобы «быть вдвойне уверенным в её смерти». Они положили тело убитой в мешок и бросили его около лифта в доме № 11.
Газали постигла та же участь, когда 6 февраля Хо привела его в квартиру Лима. Однако снотворное, несмотря на все старания, не оказало на него сильного влияния. Лим из предосторожности решил связать мальчика, тот стал сопротивляться, но был оглушён приёмом каратэ — ударом по шее. Использовав его кровь в своих ритуалах, убийцы начали топить жертву. Газали боролся, у него началась рвота. Кровь продолжала течь из носа мальчика после его смерти. В то время, как Тан осталась, чтобы убрать в квартире, Лим и Хо избавились от тела. Лим заметил, что кровавый след ведёт к их квартире, поэтому он и его сообщницы постарались вычистить как можно больше пятен до восхода солнца. Оставшиеся следы привели полицию к их квартире, в результате все трое были арестованы.

## Суд
Через два дня после ареста в суде первой инстанции Лиму, Тан и Хо были предъявлены обвинения в убийстве двух детей. Они подверглись дальнейшим допросам в полиции и были осмотрены тюремными врачами. 16—17 сентября их дело было передано в суд для рассмотрения. Чтобы доказать вину обвиняемого, заместитель прокурора Гленн Найт представил суду 58 свидетелей и 184 улики. В то время как Тан и Хо отвергали обвинения в убийстве, Лим признал себя виновным и заявил, что будет нести полную ответственность за свои поступки. Судья решил, что дело против обвиняемого было достаточно серьёзным для передачи в Высший суд. На время расследования Лим, Тан и Хо оставались под стражей.

### Судебный процесс, обвинения и защита
25 марта 1983 года в здании Верховного суда был созван Высший суд. Дело вели два судьи: Т. С. Синнатурай, который 13 лет спустя выносил решение по делу серийного убийцы Джона Мартина Скриппса; и Фредерик Артур Чуа, наиболее опытный судья в Сингапуре на то время. Найт продолжал строить дело на доказательствах, собранных детективами. Фотографии мест преступлений вместе со свидетельскими показаниями помогли суду визуализировать события, которые привели к преступлениям. Другие доказательства: образцы крови, предметы религиозного назначения, лекарственные средства, а также записи с именами Ын и Газали — убедительно показали причастность подсудимых к убийствам. Найт не представил суду очевидцев убийства; его доказательства были косвенными, но он высказался в своём вступительном заявлении так: «Важно то, что [обвиняемые] намеренно задушили и утопили этих двух невинных детей, к их смерти привели обстоятельства, которые составляют убийство. И это мы докажем без всяких сомнений».
Тан с разрешения Лима и полиции наняла себе адвоката, Дж. Б. Джейаретнама. Его услуги обошлись в $ 10000, всего же в квартире Лима было изъято $ 159340 (4730 и 75370 долл. США соответственно). В свою очередь, Хо защищал адвокат, назначенный судом, Натан Исаак. С момента своего ареста Лим отказался от правовой помощи в суде. Он защищался сам в суде первой инстанции, но для слушаний в Высшем суде нужен был адвокат. Закон Сингапура требует, чтобы обвиняемых в тяжких преступлениях обязательно защищал профессиональный юрист. Таким образом адвокатом Лима был назначен Говард Кашин, однако его работа осложнилась отказом клиента от сотрудничества. Три адвоката решили не оспаривать, что их клиенты убили детей. В рамках стратегии защиты они пытались доказать, что их клиенты невменяемые и не могут нести ответственность за убийства. Если бы эта тактика оказалась успешной, подсудимые избежали бы смертной казни, а получили бы либо пожизненное заключение, либо до 10 лет лишения свободы.

### Заседание
ЛимБез комментариев.
СиннатурайНет, нет, нет, Адриан Лим, вы не можете продолжать мне это говорить.  (Кашину) Он ваш клиент.
КашинСейчас вы видите, ваша честь, как трудно с этим клиентом.
После того, как Найт представил доказательства обвинения, суд заслушал показания родственников и знакомых обвиняемых относительно их личностей и особенностей характеров. Одна из «святых жён» Лима представила подробную информацию об их образе жизни. Частные врачи д-р Йео Пэн И и д-р Ан Йау Хуа признали, что они снабжали Лима наркотиками и охотно предоставляли всем троим снотворные и успокоительные препараты на каждой консультации. Полиция и команда судмедэкспертов дали свои заключения. Инспектор Саппиа, исполнявший обязанности следователя, зачитал заявления ответчиков, сделанные во время их задержания. В этих заявлениях Лим пояснил, что он убивал из мести и что он насиловал Ын. Обвиняемые в своих выступлениях также подтвердили, что каждый из них был активным участником убийств. Между этими заявлениями и признаниями обвиняемых в суде было много противоречий, но судья Синнатурай заявил, что, несмотря на противоречивые данные, «существенные факты этого дела не оспариваются». Участие Лима в преступлениях также подтвердил свидетель. Он поручился, что сразу после полуночи 7 февраля 1981 года на первом этаже дома № 12 он увидел Лима и женщину, которые прошли мимо него, ведя темнокожего мальчика.
13 апреля Лим предстал перед судом для дачи показаний. Он утверждал, что был единственным исполнителем преступления. Он отрицал факт изнасилования Люси Лау и Ын, а предыдущие заявления сделал только для удовлетворения следователей. Лим выборочно отвечал на вопросы, поставленные ему судом: пространно отвечал на те, которые согласовывались с его позицией, и отказался комментировать другие. Когда проверялась правдивость его последнего признания, он утверждал, что с религиозной и моральной точки зрения обязан говорить правду. Найт, однако, возразил, заявив, что Лим был изначально нечестен и не имел никакого уважения к клятве. Лим солгал жене, своим клиентам, полиции и психиатрам. Найт утверждал, что позиция Лима в суде была открытым признанием того, что он солгал в своих предыдущих заявлениях. Тан и Хо сотрудничали более охотно, отвечая на вопросы, поставленные судом. Они отрицали правдивость истории Лима и поручились за достоверность заявлений, которые они дали полиции. Они рассказали, как жили в постоянном страхе и трепете перед Лимом. Полагая, что он имел сверхъестественные способности, они выполняли любой его приказ, и их воля была парализована. На допросе Найта, однако, Тан призналась, что Лим обманывал своих клиентов и что она сознательно помогала ему делать это. Затем Найт получил свидетельства Хо, что она была в сознании и контролировала свои действия во время убийств.

### Споры психиатров
Никто не сомневался, что Лим, Тан и Хо убили детей. Их защита была основана на попытках убедить судей, что с медицинской точки зрения обвиняемые не контролировали себя во время преступления. Поэтому основную часть процесса занимали споры между экспертами, вызванными обеими сторонами. Доктор Вонг Ип Чун, старший психиатр, занимавшийся частной практикой, считал, что Лим был психически болен на момент преступления. Он утверждал, что «если оценивать общую картину, не зацикливаясь на противоречиях», ненасытный сексуальный аппетит Лима и абсурдная вера в Кали были признаками мягкой маниакальной депрессии. Врач также сказал, что здоровый человек не мог бы бросить трупы близко к своему дому, если он планировал отвлечь полицию. Эксперт свидетеля обвинения, доктор Чи Куан Тси, психиатр больницы Вудбридж, напротив сказал, что Лим был «целеустремленным в своих идеях, настойчивым в своём планировании и убедительным в исполнении для личной власти и удовольствия». По мнению д-ра Чи, Лим предавался сексу, потому что благодаря своей роли медиума он получал женщин, готовых лечь с ним в постель. Кроме того, его вера в Кали имела религиозный характер и не походила на бред. Использование Лимом религии для личной выгоды указывало на полное самообладание. Наконец, Лим консультировался у врачей и свободно принимал успокоительные средства, чтобы облегчить свою бессонницу. Это состояние, по словам доктора Чи, не способны признать страдающие маниакальной депрессией.
Д-р Р. Нагулендран, психиатр-консультант, доказал, что Тан была ментально ослаблена реактивной психотической депрессией. По его словам, перед встречей с Лимом она была в депрессии в связи с семейными обстоятельствами. Физическое насилие и угрозы Лима углубили её депрессию; наркомания привела к галлюцинациям и безропотной вере в ложь медиума. Доктор Чи не согласился: он сказал, что Тан чувствовала себя вполне счастливой в тех условиях жизни, которые обеспечил ей Лим, любила хорошо одеваться и пользовалась косметикой. Страдающий реактивной психотической депрессией не уделял бы столько внимания своей внешности. Кроме того, Тан ранее призналась, что знала о мошенничествах Лима, но изменила свою позицию в суде и стала утверждать, что действовала полностью под его влиянием. Хотя д-р Чи пренебрёг физическим насилием Лима над Тан, он был твёрд в своём мнении, что на момент совершения преступлений Тан была психически здоровой. И доктор Нагулендран, и доктор Чи согласились, что Хо страдала шизофренией задолго до встречи с Лимом и что пребывание в больнице Вудбридж способствовало её восстановлению. Однако в то время как доктор Нагулендран был убеждён, что Хо перенесла рецидив во время убийств; доктор Чи отметил, что ни один из врачей Вудбриджа не видел никаких признаков рецидива в течение шести месяцев её последующих проверок (16 июля 1980 — 31 января 1981). Если Хо настолько сильно страдала вследствие такого состояния, которое описывал доктор Нагулендран, она бы стала инвалидом. Вместо этого она дважды похищала и помогала убивать детей. В завершение своих заключений доктор Чи назвал невероятной ситуацию, если бы три человека с различными психическими заболеваниями испытывали общую навязчивую идею — убивать по божьему приказу.

### Заключительные заявления
В своих заключительных выступлениях защита пыталась подтвердить мнения, будто их клиенты — психически неуравновешенные лица. Кашин заявил, что Лим был нормальным человеком до посвящения в оккультизм и что он был явно оторван от реальности, когда вошёл в «необоснованный мир жестокости», заставивший его убивать детей во имя Кали. Джейаретнам сказал, что в связи с депрессией и поведением Лима Тан стала «роботом», выполнявшим приказы без раздумий. Исаак просто заключил: «Шизофренничный ум [Хо] считал, что, если дети будут убиты, они попадут на небеса и не вырастут злыми, как её мать и другие». Защита критиковала доктора Чи за то, что он не смог распознать симптомы своих клиентов.

   
Обвинение начало свою заключительную речь, обратив внимание на хладнокровный расчёт, с которым были убиты дети. Найт также утверждал, что обвиняемые не могли разделять одни и те же заблуждения, они пытались доказать это только во время судебного разбирательства. «Хитрость и обдуманность», с которой они посягали на жизни детей, не могла быть проявлена обманутым человеком. Тан помогала Лиму, потому что «она любила [его]», а Хо помогала совершать преступления в результате собственного заблуждения. Настоятельно призывая судей рассмотреть все последствия своего приговора, Найт выступил с речью: 
Ваша честь, хочу сказать, что Лим был меньше, чем трус, который охотился на маленьких детей, потому что они не могли дать отпор; убил их в надежде получить власть или богатство и, следовательно, не совершить убийство — это говорит о полном незнании закона об убийстве. Это придаст доверие ритуалам и волшебству, которые он имитировал в своей практике, и с помощью которого ему удалось напугать, устрашить и убедить суеверных, слабых и доверчивых участвовать в самых непристойных и нецензурных актах.

### Приговор
25 мая 1983 года вокруг здания суда собралась толпа, ожидавшая исхода процесса. В связи с ограниченным количеством сидячих мест лишь немногие были допущены внутрь, чтобы услышать приговор Синнатурая, который зачитывался 15 минут. Двое судей не считали, что обвиняемые были невменяемыми на момент совершения преступления. Они заметили, что Лим был «отвратительным и развратным» в ходе выполнения своего плана. Просмотр допроса Тан экспертами убедил судей в её виновности, Синнатурай и Чуа сочли Тан «хитрым и злым человеком, готовым [участвовать] в отвратительных и гнусных делах [Лима]». Судьи посчитали Хо «простой» и «легко поддающейся влиянию». Хотя она страдала от шизофрении, судьи отметили, что Хо была в состоянии ремиссии в период убийств; следовательно, она должна нести полную ответственность за свои действия. Все трое подсудимых были признаны виновными в убийстве и приговорены к повешению. Женщины никак не отреагировали на свой приговор. Лим же просиял и, когда его выводили, воскликнул: «Спасибо, ваша честь!».
Лим принял свою судьбу; женщины, напротив, пытались обжаловать приговор. Тан для обжалования наняла адвоката Фрэнсиса Сью, Хо суд снова назначил Исаака. Адвокаты попросили апелляционный суд пересмотреть решение относительно психического состояния своих клиентов во время убийства. Они заявили, что судьям Высшего суда в процессе работы не удалось полноценно рассмотреть этот вопрос. Суд по уголовным делам вынес своё решение в августе 1986 года. В нём судьи подтвердили решение своих коллег, отметив, что в соискании истины судьи имеют право не учитывать медицинские заключения в свете доказательств из других источников. Тан и Хо в дальнейшем безуспешно апеллировали в Тайный совет Лондона и к президенту Сингапура Ви Ким Ви.
Исчерпав все свои возможности для помилования, Тан и Хо смирились со своей судьбой. В ожидании исполнения смертного приговора все трое получили напутствия католических священников и монахинь. Несмотря на репутацию Лима, отец Брайан Доро назвал убийцу «весьма доброжелательным человеком». Когда пришёл день исполнения приговора, Лим попросил отца Доро об отпущении грехов и святом причастии. Кроме того, Тан и Хо получили духовную наставницу, сестру Жерар Фернандес. Монахиня обратила осуждённых женщин в католицизм, и в свои последние дни они получили прощение и святое причастие. 25 ноября 1988 года троим осуждённым подали их последнюю еду и привели к месту казни. Лим улыбался на протяжении всего своего последнего пути. После того, как приговор был приведён в исполнение, отец Доро провёл короткую католическую мессу по трём убийцам, их тела кремировали в тот же день.

## Общественная реакция и влияние
Население Сингапура пристально следило за судебным процессом по делу ритуальных убийств в Тоа-Пайо. Толпы людей постоянно окружали суды, надеясь мельком увидеть Адриана Лима и услышать откровения из первых уст. Региональные газеты в деталях описывали сексуальные акты и кровопролития Лима, что оскорбило чувства некоторых людей. Кэнон Франк Ломакс, викарий англиканской церкви Св. Андрея, пожаловался на «The Straits Times», что доклады могут оказать разлагающее влияние на молодёжь. Его слова получили поддержку нескольких читателей. Другие, однако, приветствовали открытую отчётность, полагая, что это полезно для повышения осведомлённости общественности о необходимости проявления бдительности даже в городе с низким уровнем преступности. Книги, которые описывали убийства и суд, быстро раскупались.
Эмоции от суда над Лимом заставляли сингапурцев считать его воплощением зла. Некоторые граждане не могли поверить, что кто-то добровольно мог защищать такого человека. Они открыто выражали свой гнев по отношению к Кашину; некоторые даже высказывали смертельные угрозы в его адрес. С другой стороны, Найт стал известен среди сингапурцев как человек, который заставил Адриана Лима предстать перед правосудием, это позитивно отразилось на его карьере. Он стал участвовать в большом количестве громких судов и в 1984 году стал директором департамента Коммерческих дел. Он поддерживал свою хорошую репутацию, пока его не осудили за коррупционное правонарушение семь лет спустя.
Даже в тюрьме Лима ненавидели: сокамерники подвергали его насилию и обращались с ним как с изгоем. В последующие годы воспоминания об этом преступлении были свежи у тех, кто следил за делом. Журналисты назвали этот процесс наиболее сенсационным судом 80-х годов. Он стал «притчей о городском ужасе, бесчисленных сексуальных извращениях, питье человеческой крови, злом духе, заклинаниях и редкой жестокости, всё это раскрылось во время 41-дневного слушания». 15 лет спустя опрос, проведённый «The New Paper», показал, что 30 % его респондентов считают ритуальные убийства в Тоа-Пайо самым страшным преступлением. Причём газета просила голосовать только за преступления 1998 года. Некоторых местных преступников сравнивали с Лимом; в 2002 году Субхас Анандана назвал своего клиента, Энтони Лера (убил собственную жену), «более красивым вариантом пресловутого медиума-убийцы из Тоа-Пайо».
В 1990-х местная киноиндустрия сняла два фильма, основанных на деле об убийствах, первый из которых назывался «Медиум». Съёмки проходили с участием значительного количества иностранцев: большинство актёров и членов съёмочной группы были американцами или британцами. Сценарий был написан в Сингапуре, в нём была сделана попытка изучить «психику трёх главных героев». Режиссёр, однако, сосредоточился на изображении секса и насилия, и в результате фильм был освистан зрителями на первых показах. Его 16-дневный показ принёс $ 130000 (75145 долл. США), один репортёр назвал фильм «более странным, чем сказки о неестественном сексе и оккультных практиках, связанных с историей Адриана Лима». Второй фильм, «Бог или собака» (англ. God or Dog, 1997), также имел невысокие показатели кассовых сборов, хотя критики оценили его более позитивно. В обоих случаях очень тяжело было найти местных актёров для главной роли. Чжу Хоурен отказался под предлогом того, что Адриан Лим был слишком уникальной личностью, поэтому точно изобразить его было бы затруднительно. Се Шагуан отверг предложение роли в связи с отсутствием «факторов искупления» у убийцы. На телевидении в 2002 году дело об убийстве стало дебютным эпизодом «Истинных файлов», программы о преступности. Публика, однако, жаловалась, что трейлеры были слишком ужасными из-за изображения ритуалов и убийств, медиакомпанию «MediaCorp» заставили изменить график трансляций. Признавая ужасающий характер преступлений Лима, Тан и Хо, компания заменила эпизод о ритуальных убийствах Тоа-Пайо другим менее сенсационным эпизодом, трансляция была перенесена на более позднее время для старших зрителей.

## Комментарии
1. ↑  Лим использовал маленькую фигурку Фраганна в своих ритуалах и одевал её на свою талию во время секса. Два основных источника дают разные имена этого идола. Джон называл его Прагнган; а Нараянан, цитируя полицейские отчёты, называл его Фраганн.
2. ↑  Курс обмена валют 2,11 извлечён на основе средних обменных курсов за 12 месяцев 1981 года[33].
3. ↑  Она твёрдо верила в реальность фокуса и в способности Лима, пока Тан не открыла ей секрет трюка во время допроса в полицейском участке[44].
4. ↑  Оба врача понесли наказания за свои действия. Сингапурский медицинский совет в 1990 году исключил Йео из медицинского реестра, а Ан три месяца не мог заниматься медицинской практикой[72]. Йео, однако, успешно восстановился в следующем году[73].
5. ↑  Тайный совет вынес аналогичное решение в пересмотре дела Уолтона против Королевы об убийстве 1989 года в Великобритании[105].
6. ↑  Для сравнения, в 1996 году кассовые сборы комедии «Армейское изумление» составили $ 500000 (289017 долл. США) в течение первых четырёх дней[120]. Ставка обмена валют 1,73 рассчитана на основе средних обменных курсов за 12 месяцев 1991 года[33].